# Magnus Carlsen Tour

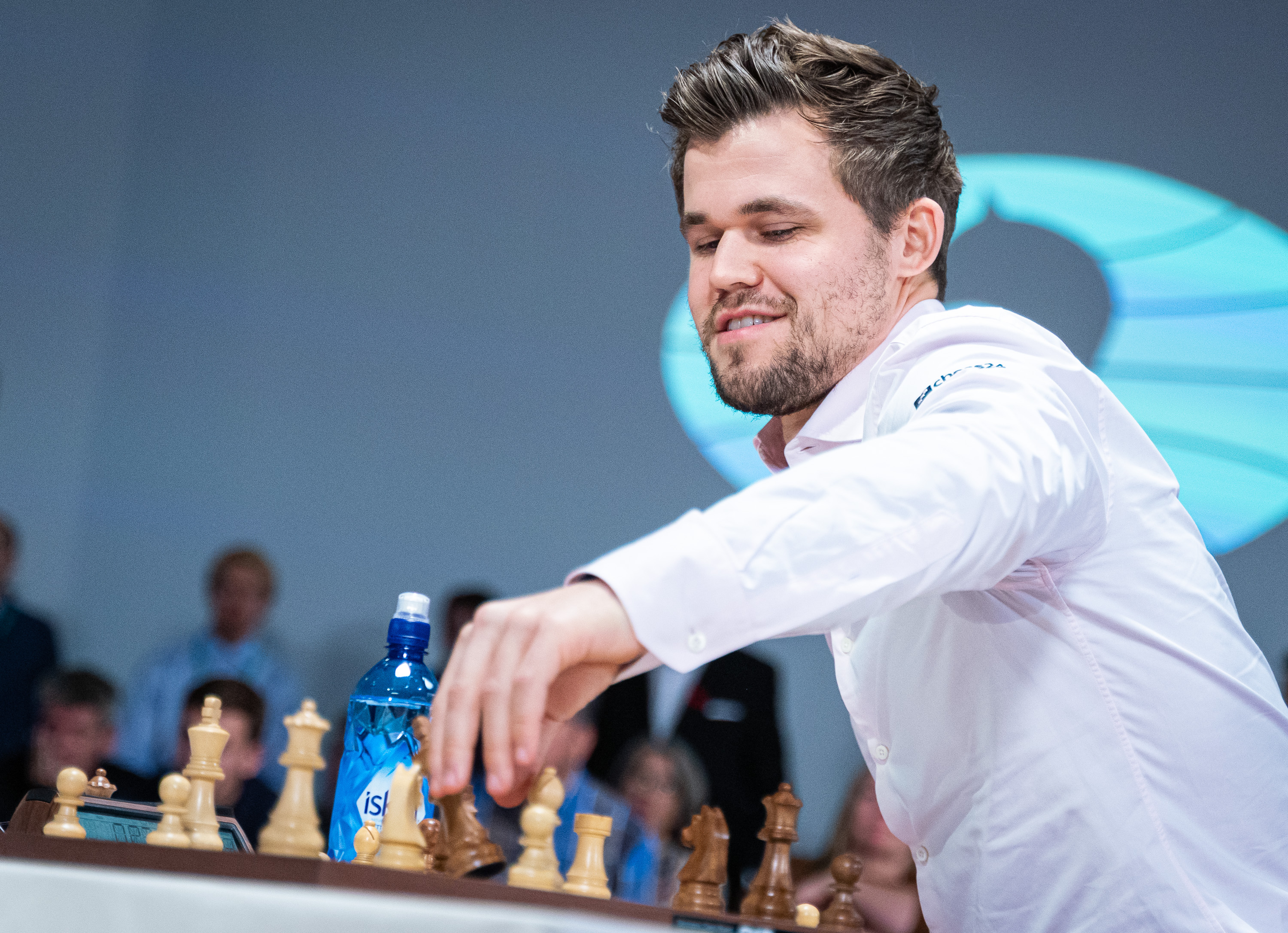
Magnus Carlsen

Le Magnus Carlsen Chess Tour ou Magnus Carlsen Tour est un circuit de tournois d'échecs rapides en ligne (sur internet) créé en 2020 par le champion du monde Magnus Carlsen et doté de 1 million de dollars de prix. Les meilleurs joueurs mondiaux sont invités.
Il a été créé pendant la pandémie de Covid-19.
Magnus Carlsen remporte trois des quatre tournois du circuit ainsi que la finale à quatre, disputée en août 2020.

## Tournois
| Tournoi                       | Dates               | Dotation  | Parti- cipants | Vainqueur      | Finaliste          | Demi-finalistes               |
| ----------------------------- | ------------------- | --------- | -------------- | -------------- | ------------------ | ----------------------------- |
| Magnus Carlsen Invitational   | 10 avril – 3 mai    | 250 000 $ | 8              | Magnus Carlsen | Hikaru Nakamura    | Fabiano Caruana Ding Liren    |
| Lindores Abbey Challenge      | 19 mai – 3 juin     | 150 000 $ | 12             | Daniil Doubov  | Hikaru Nakamura    | Magnus Carlsen Ding Liren     |
| Chessable Online Masters      | 20 juin – 5 juillet | 150 000 $ | 12             | Magnus Carlsen | Anish Giri         | Ding Liren Ian Nepomniachtchi |
| Legends of Chess              | 21 juillet – 5 août | 150 000 $ | 10             | Magnus Carlsen | Ian Nepomniachtchi | Peter Svidler Anish Giri      |
| Finale du Magnus Carlsen Tour | 9-20 août           | 300 000 $ | 4              | Magnus Carlsen | Hikaru Nakamura    | Daniil Doubov Ding Liren      |